# Лыков, Олег Викторович
Оле́г Ви́кторович Лы́ков (укр. Олег Вікторович Ликов; 1 августа 1973, Днепропетровск) — украинский гребец, выступает за сборную Украины по академической гребле с начала 1990-х годов. Участник пяти летних Олимпийских игр, бронзовый призёр Игр в Афинах, серебряный и бронзовый призёр чемпионатов мира, обладатель трёх бронзовых медалей чемпионатов Европы, многократный победитель этапов Кубка мира, регат национального значения. На соревнованиях представляет Вооружённые силы, заслуженный мастер спорта Украины.

## Биография
Олег Лыков родился 1 августа 1973 года в Днепропетровске, Украинская ССР. Активно заниматься академической греблей начал в возрасте пятнадцати лет, во время службы в армии состоял в днепропетровском спортивном клубе Вооружённых сил. В разное время проходил подготовку под руководством таких специалистов как Александр Петрович Плужник, Валерий Владимирович Агапов, Анатолий Николаевич Шишканов, Виктор Васильевич Потапенко.
Первого серьёзного успеха добился в 1991 году, когда попал в юношескую сборную СССР и побывал на молодёжном чемпионате мира в испанском Баньолесе, где занял десятое место в распашных двойках с рулевым. Пытался пройти отбор в так называемую Объединённую команду, создававшуюся из спортсменов бывших советских республик для участия в Олимпийских играх в Барселоне, однако из-за слишком высокой конкуренции сделать этого не смог.
После окончательного распада Советского Союза продолжил выступать за сборную отделившейся Украины. В 1993 году в распашных рулевых восьмёрках занял восьмое место на чемпионате мира в чешском городе Рачице, год спустя в той же дисциплине был шестым на мировом первенстве в американском Индианаполисе, ещё через год на аналогичных соревнованиях в финском Тампере вновь показал в финале восьмой результат. Благодаря череде удачных выступлений удостоился права защищать честь страны на летних Олимпийских играх 1996 года в Атланте — вместе с командой, куда также вошли гребцы Евгений Шаронин, Роман Гриневич, Виталий Раевский, Валерий Самара, Игорь Мартыненко, Игорь Могильный, Александр Капустин и рулевой Григорий Дмитренко, дошёл в распашных восьмёрках до утешительного финала «Б» и расположился в итоговом протоколе на десятой строке.
В 1997 году Лыков сменил амплуа, из распашной рулевой восьмёрки пересел в парную четвёрку — в этой дисциплине сразу же выиграл бронзовые медали на этапе Кубка мира в швейцарском Люцерне и на чемпионате мира во французской Савойе. В следующем сезоне выиграл ещё несколько медалей мирового кубка, тогда как на первенстве мира в Кёльне был седьмым. В 1999 году продолжил серию уверенных выступлений, несколько раз поднимался на пьедестал почёта в кубковых регатах, кроме того, взял серебро на чемпионате мира в канадском Сент-Катаринсе, уступив в финале лишь титулованной команде Германии. В 2000 году одержал победу на этапе Кубка мира в Мюнхене, а позже отправился на Олимпиаду в Сидней, где вместе с Александром Марченко, Александром Заскалько и Леонидом Шапошниковым пришёл к финишу шестым.
На чемпионате мира 2001 года в Люцерне со своим парным четырёхместным экипажем Лыков немного не дотянул до призовых позиций, оказавшись в финале четвёртым. Затем в следующем году его четвёрка была лучшей на всех трёх этапах Кубка мира, тем не менее, на первенстве мира в испанской Севилье спортсмен вновь стал четвёртым, остановившись в шаге от подиума. Чемпионат мира 2003 года в Милане провёл не очень успешно, был тринадцатым, зато год спустя на Олимпийских играх в Афинах сделал главное в своей спортивной карьере достижение — завоевал бронзовую медаль (при этом его партнёрами помимо Шапошникова были Сергей Гринь и Сергей Билоущенко).
В 2005 году на чемпионате мира в японском Кайдзу в парных четвёрках Лыков занял десятое место, в сезоне 2007 года на мировом первенстве в Мюнхене показал девятнадцатый результат в парных двойках и на европейском первенстве в польской Познани четвёртый результат в четвёрках. Будучи одним из лидеров украинской национальной сборной, съездил на Олимпиаду 2008 года в Пекин, где с Сергеем Грынем, Сергеем Билоущенко и Владимиром Павловским пришёл к финишу восьмым. Также в этом олимпийском сезоне в четвёрках выиграл бронзу на чемпионате Европы в Афинах.
На следующий олимпийский цикл Олег Лыков вновь вернулся в распашные лодки, в частности, уже на чемпионате мира 2009 года в Познани занял седьмое место в программе распашных двоек с рулевым. Год спустя в рулевых восьмёрках добыл бронзу на первенстве Европы в португальском городе Монтемор-у-Велью, позже в той же дисциплине был десятым на первенстве мира в Новой Зеландии. На чемпионате Европы 2011 года в болгарском Пловдиве пополнил медальную коллекцию ещё одной бронзовой наградой, при этом в зачёте чемпионата мира, прошедшего на Бледском озере в Словении, в финальном заезде со своей восьмёркой добрался до финиша лишь седьмым. Участвовал в Олимпийских играх 2012 года в Лондоне — с восьмиместным экипажем, куда также вошли гребцы Антон Холязников, Виктор Гребенников, Иван Тымко, Артём Мороз, Андрей Прыведа, Валентин Клецкой, Сергей Чиканов и рулевой Александр Коновалюк, стал в финале восьмым.
После пяти Олимпиад Лыков остался в основном составе украинской национальной сборной и продолжил принимать участие в крупнейших международных регатах. Так, в 2013 году он выступил на чемпионате Европы в Севилье, заняв в безрульных распашных двойках восьмое место. За выдающиеся спортивные достижения удостоен почётного звания «Заслуженный мастер спорта Украины».